# Lorne Munroe
Lorne Munroe (24 novembre 1924 - 4 mai 2020) est un violoncelliste américain. Il a été violoncelliste solo de l'Orchestre de Philadelphie de 1951 à 1964 et violoncelliste solo de l'Orchestre philharmonique de New York de 1964 à 1996.